# 2006年の気象・地象・天象
2006年の気象・地象・天象（2006ねんのきしょう・ちしょう・てんしょう）に関する出来事を記述する。
2005年の気象・地象・天象 - 2006年の気象・地象・天象 - 2007年の気象・地象・天象

## 概要

### 天候
世界
前年に引き続いて北極振動の影響により、1月はヨーロッパ東部やロシアで低温と大雪、2月は日本で大雪となった。ラニーニャ現象が発生したため2月や5月にフィリピンを中心に大雨、9月以降はフィリピンやベトナムを台風が連続して通過したため大雨となり、地滑りや洪水の被害が相次いだ。
また、4月から8月には中国にも大雨や台風の上陸が相次ぎ、洪水の被害が出た。同じ時期となる7月には、朝鮮半島や日本でも低気圧や梅雨前線による大雨が相次ぎ、洪水や土砂崩れの被害が多かった。
ヨーロッパ中西部では6月から7月に、北アメリカ西部では7月、北アメリカ北東部では8月に熱波が襲い、記録的な高温となった。死者は合計で2,000人以上に達した。いずれも偏西風の蛇行によるものと見られている。
8月以降はエルニーニョ現象が発生し、8月や11月にアフリカ東部で大雨となり、合計1,000人以上が死亡した。一方オーストラリアでは東部の内陸部を中心に少雨となり、干ばつによって農業に大きな被害が出た。8月の降水量が観測史上最少となった地域もあった。
年平均気温は、シベリア内陸部やオーストラリア北部の沿岸部で低かったほかは全世界的に高くなり、特にインド東部から東北地方を除く中国東部、アラビア半島、西ヨーロッパからアフリカ北西部、北ヨーロッパやカナダの北極海沿岸、中米などで高かった。全世界の平均では、1971～2000年の平均に比べて+0.30℃高くなり、1891年以降で5番目に高い気温となった。
日本
8月から10月を除き全国的に1年を通じて曇りや雨の日がやや多く日照時間がやや少なかった。
1月は北日本と東日本で低温、西日本で平年並み、南西諸島で高温。2月は15日に静岡市で6月上旬並みの記録的高温を観測するなど全国的に平年より気温が高かったものの、日本海側では例年以上の積雪量を観測したため、降水量が多く、太平洋側では日照時間も少なかった。前年2005年12月〜2月の冬は全国的に1996年以来9年振りの寒冬であった（平成18年豪雪）。
3月は北日本から東日本で平年並みで例年通りに推移したが、移動性高気圧に覆われ南から暖気が流れ込みやすくて暖かかった上旬に比べ、月中旬からは一転し寒気が南下しやすくなり西日本と南西諸島で前年2005年に続いて2年連続で低温となった。前年と同日に3月13日から14日にかけてはこの時期としては非常に強い冬型の気圧配置で日本海側で大雪、太平洋側でも雪が舞うなど真冬並みの寒さとなり、同月末には北海道を発達した低気圧が東進、それにより広く寒気が流れ込んだことから山陰地方を中心とした西日本では桜開花後または春分以降としては季節外れの降雪と冷たい雨を観測した。これにより西日本日本海側では2年連続で終雪日が例年よりかなり遅くなってしまった。4月はオホーツク海高気圧と寒気の影響で1996年以来10年ぶりに全国的な低温で、サクラの開花または満開が全国的に平年並みか遅かった。3月～6月は例年より日照時間が少なく寡照で、低温傾向で寒春気味だった。特に3月～4月と6月は極端に日照時間が少なく、6月前半は気温が低かった。7月前半は気温の上下が出る。また、この日照時間の少なさで農作物にも被害が出た。また、長野県などで豪雨災害が発生。
7月は上旬を中心に冷夏気味で梅雨明けも大幅に遅れたが8月は一転し、猛暑となり日照時間も平年を4度上回った。この夏は総じて台風の上陸数が少なかった。9月の気温はかなり高く、降水量は平年並みか少なかった。
9月〜11月は寒気の流れ込みがほとんど無く、異常な高温になり、11月に入っても夏日、真夏日を観測する季節外れの陽気の日もあった。また、10月上旬の大雨により九州に被害が出たが、その後は異常なほど日照りが続き、高温少雨となった。また、10月下旬には関東・東海で大雨が起き、11月7日には北海道で竜巻が発生。日照時間は9月から11月上旬前半までは平年より多かったがそれ以降は曇りや雨の日が多く寡照傾向となった。
12月に入り、中旬からは太平洋側では日照時間が少なく、日本海側では平年並みであった。また、冬型の気圧配置になる日が少なく、寒気の南下が弱かったため降雪量が少なかったために本格的な積雪が遅れたため、日本海側では雪不足のスキー場もあり、戦後最大の記録的暖冬となった。

## できごと

### 1月

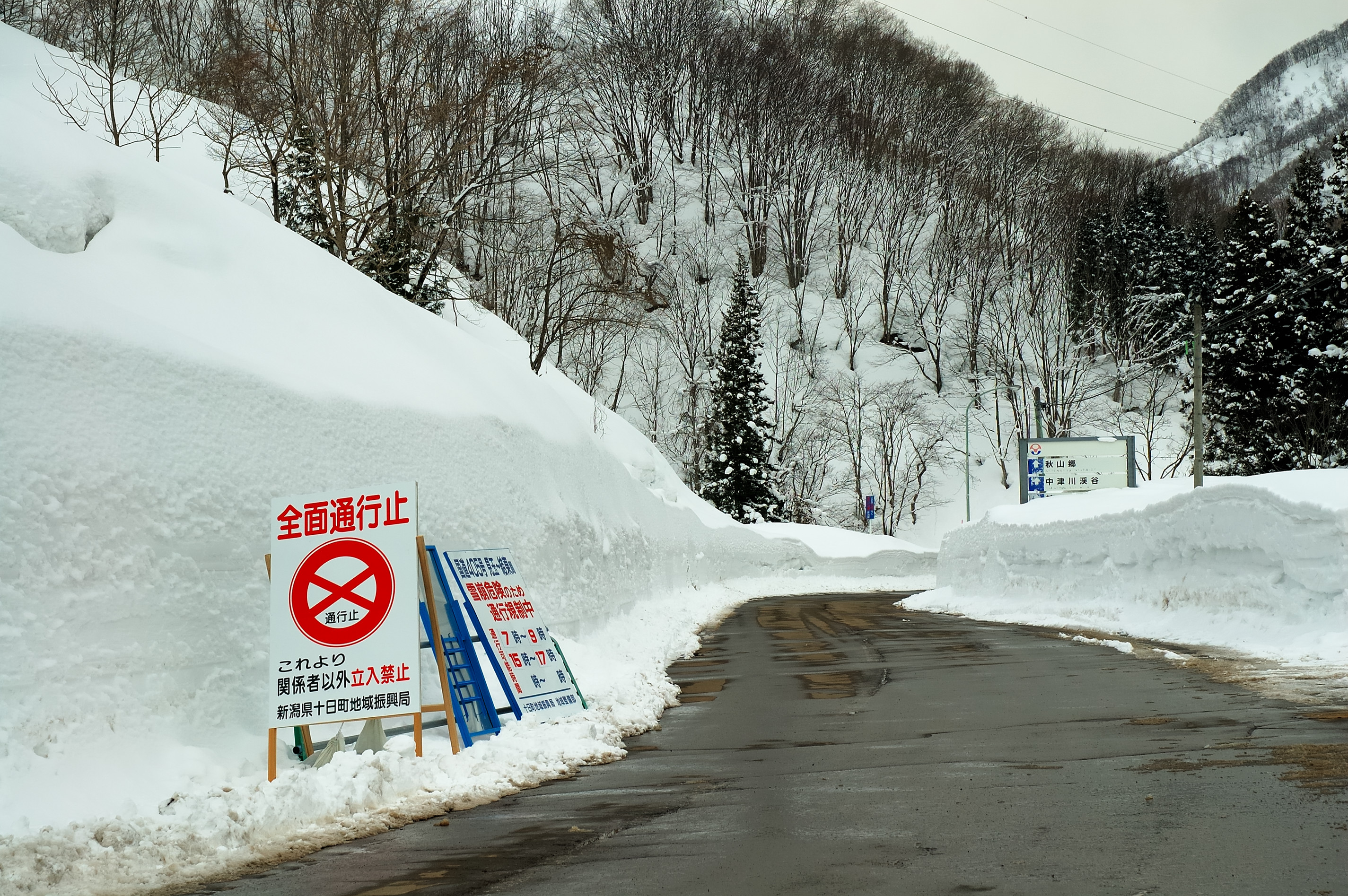
平成18年豪雪

- 1月 - 前年（2005年）12月からの大寒波。戦後の観測開始以来、最低となる平均気温を記録したほか、新潟県津南町での393cmを始めとして、各地で観測史上最高の積雪量を記録するなど記録的な豪雪となり、積雪被害などで100名以上が死亡する事態となった。
- 1月2日 - サウスサンドウィッチ諸島南方沖でM7.4の地震。
- 1月19日 - ロシア極東のサハ共和国で、同地での観測史上2番目に低いマイナス66度を記録。約110年ぶりの低温。
- 1月21日 - 南岸低気圧の通過により関東地方で大雪。東京都でも9cmの積雪を観測した他、関東地方南部一帯で積雪を観測した。首都圏を中心に交通機関は混乱し、雪による転倒などで多数の負傷者が出た。

### 2月

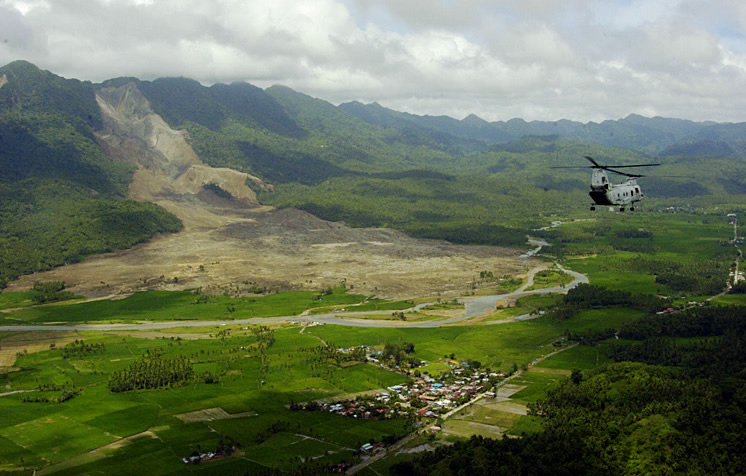
レイテ島土砂災害

- 2月1日 - 20時36分頃、千葉県北西部を震源とするマグニチュード5.1の地震発生。この影響でJRの在来線約250本が運休、23万7000人の足に影響。
- 2月4日-八丈島で60年ぶりに積雪3cmを記録、同島の最新積雪記録を更新する。
- 2月5日 - 新潟県津南町の積雪が416cmとなり、同町で1989年に観測を開始して以来最高に。
- 2月11日～12日 - アメリカ合衆国東海岸で大雪。過去最高の積雪を更新。
- 2月15日 - 南海上からの暖気の影響で全国的に気温が上昇、静岡市で1959年の記録を更新し、2月の観測史上最高気温となる、6月上旬並みの24.6℃を記録。わずか3年後の2009年2月14日にも同じ静岡市で26.8℃と記録を塗り替えている。
- 2月17日
  - 三宅島で昨年5月18日以来となる小規模噴火、降灰を観測。
  - フィリピン・レイテ島で、大雨による大規模な土砂崩れが発生（レイテ島土砂災害）。人口約1800人の村1つが壊滅、1000人以上が死亡。
- 2月18日 - 午後4時21分、岐阜県美濃地方中西部の深さ約10キロを震源とするマグニチュード4.3の地震が発生。
- 2月23日 - アフリカのモザンビークで、マグニチュード7.5の大地震発生。

### 3月

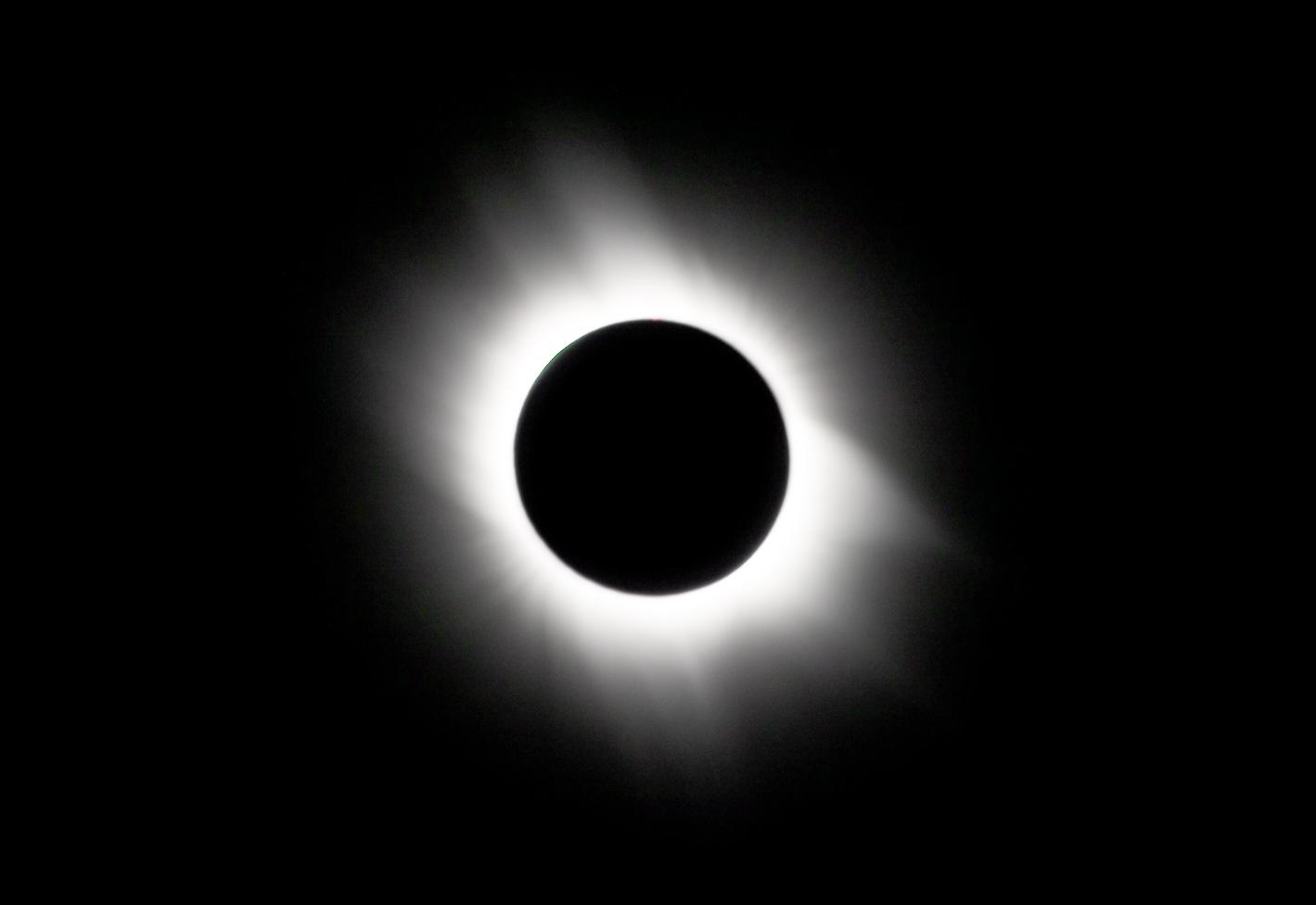
3月29日の皆既日食

- 3月1日 - 気象庁は、前年12月～1月にかけての大雪を、「平成18年豪雪」と命名した。
- 3月6日 - 関東地方で前年より11日遅い春一番。千葉市で最大瞬間風速21.6m、東京都千代田区大手町で同21.3mを記録。
- 3月13日～14日 - 春の寒波。この時期としてはかなり強い、真冬並みの強い寒気が南下し、四国・九州の太平洋側を除く北海道から九州の各地で降雪。積雪は山口市で6cm、徳島市で3cmなどとこの時期としては季節外れの陽気となった。偶然にも前年2005年と同じ日に寒気が南下。
- 3月21日 - 北海道の雌阿寒岳が小規模な噴火。
- 3月27日 - 午前11時50分、日向灘の深さ50kmを震源とするM5.5の地震。大分県佐伯市蒲江で、震度5弱を観測した。
- 3月29日
  - アフリカ、トルコ、シベリアなどで皆既日食を観測した。
  - 日本の北と南を通過した低気圧が北海道付近で発達したため、冬型の気圧配置で寒気が南下し、中国地方を中心とした西日本で桜開花後の異例の降雪や冷たい雨となった。これにより、近年では珍しく2年連続で終雪が平年よりかなり遅くなってしまった。

### 4月
- 4月1日 - 日本時間午後7時2分頃、台湾の台東市を震源とするマグニチュード6.4の地震が発生。台東市で震度6を観測し、50人以上が負傷。
- 4月10日～12日 - 発達した低気圧と前線の影響で、九州北部から紀伊半島にかけてと房総半島で、4月としては記録的な大雨。
- 4月20日 - ロシアコリャーク自治管区中部でマグニチュード7.6の地震、40人以上が負傷。

### 5月

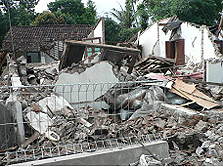
大きな被害を出したジャワ島中部地震

- 5月1日 - 埼玉県熊谷市や東京都練馬区などでこの年初めての真夏日。その他全国各地で夏日を観測。
- 5月4日 - トンガでM8.0の地震、建物被害やがけ崩れなどが発生したが、死者はなかった。
- 5月11日～17日 - 台風1号がフィリピン中部、南シナ海北部、中国福建省付近を通過。大雨や暴風により中国やフィリピンなどで60人以上が死亡、ベトナムでは大量の漁船が遭難し、200人以上が死亡・行方不明になった。
- 5月27日 - インドネシア ジャワ島のジョグジャカルタ近郊でM6.3のジャワ島中部地震が発生、家屋の倒壊などにより5,000人以上が死亡。

### 6月
- 6月12日 - 大分県西部地震が発生。大分県・愛媛県・広島県などで震度5弱。6人が重軽傷。

### 7月

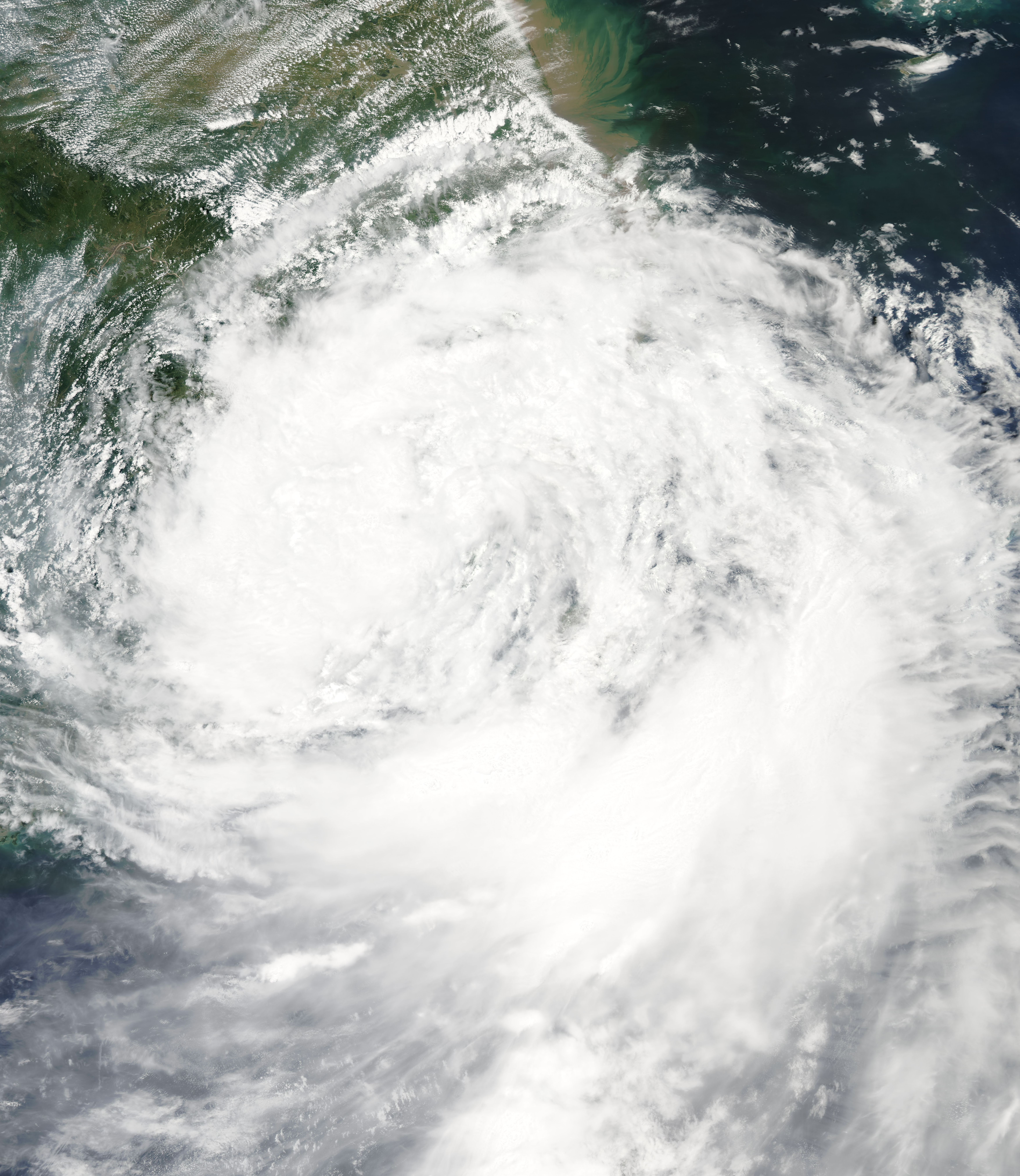
多数の死者を出した台風4号

- 7月12日～17日 - 台風4号が台湾北方近海、中国南部を通過。フィリピンや中国で大雨による洪水被害、死者は中国を中心に600人以上に達した。
- 7月17日 - インドネシア ジャワ島沖のインド洋でマグニチュード7.7のジャワ島南西沖地震が発生、ジャワ島南岸に高さ3m前後の津波が達し、約600人が死亡。
- 7月19日 - 梅雨前線の影響で日本各地で豪雨。土石流や土砂崩れにより、全国8府県で死者14名、行方不明者10名を出す被害。政府は、首相官邸に情報連絡室を設置した。
- 7月22日 - 九州地方の豪雨で、一部降り始めからの雨量が1000mmを越える箇所も。この豪雨の影響により、4人が死亡、1人が行方不明に。
- 7月23日 - 南九州の豪雨被害がさらに拡大、約2,400棟の家屋に浸水被害。熊本・鹿児島の両県、自衛隊に災害派遣を要請。
- 7月26日 - 気象庁、7月15日～24日にかけ被害を出した豪雨を「平成18年7月豪雨」と命名。
- 7月30日 - 中国地方～関東地方までの各地が、この日梅雨明け。平年に比べて8～11日遅かった。

### 8月
- 8月3日～5日 - 台風6号が中国南部に上陸、華南や華中で洪水などに被害、死者70人以上。
- 8月10日～11日 - 台風8号が中国南部に上陸、洪水や地すべりにより広範囲で被害、死者400人以上。
- 8月27日 - 7月中旬から、アメリカ合衆国やカナダで断続的に続いていた熱波がようやく終息。内陸部や西海岸を中心に40℃を超える気温を相次いで観測するなどし、熱波に関連する死者は200人を超えた。

### 9月
- 9月17日 - 台風13号が長崎県に上陸し、死者9名、負傷者200人超の被害が出たほか、宮崎県延岡市では竜巻が発生し、JR日豊本線で特急「にちりん9号」が脱線。（JR日豊本線脱線転覆事故を参照）
- 9月27日～2日 - 台風15号がフィリピン中部、南シナ海中部、ベトナム中部を通過。土砂崩れや洪水により、フィリピンやベトナムで200人以上が死亡・行方不明に。

### 10月
- 10月4日〜10月9日 - 発達した温帯低気圧の影響で、東日本と北日本を中心に暴風雨（2006年10月の低気圧による災害）。各地で海難事故や山岳遭難が続発し（2006年10月の海難事故）、全国で死者・行方不明者50名。

### 11月

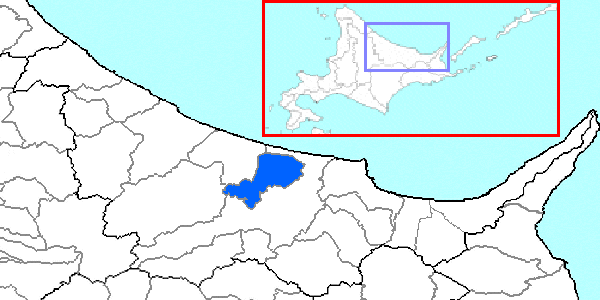
北海道佐呂間町の位置

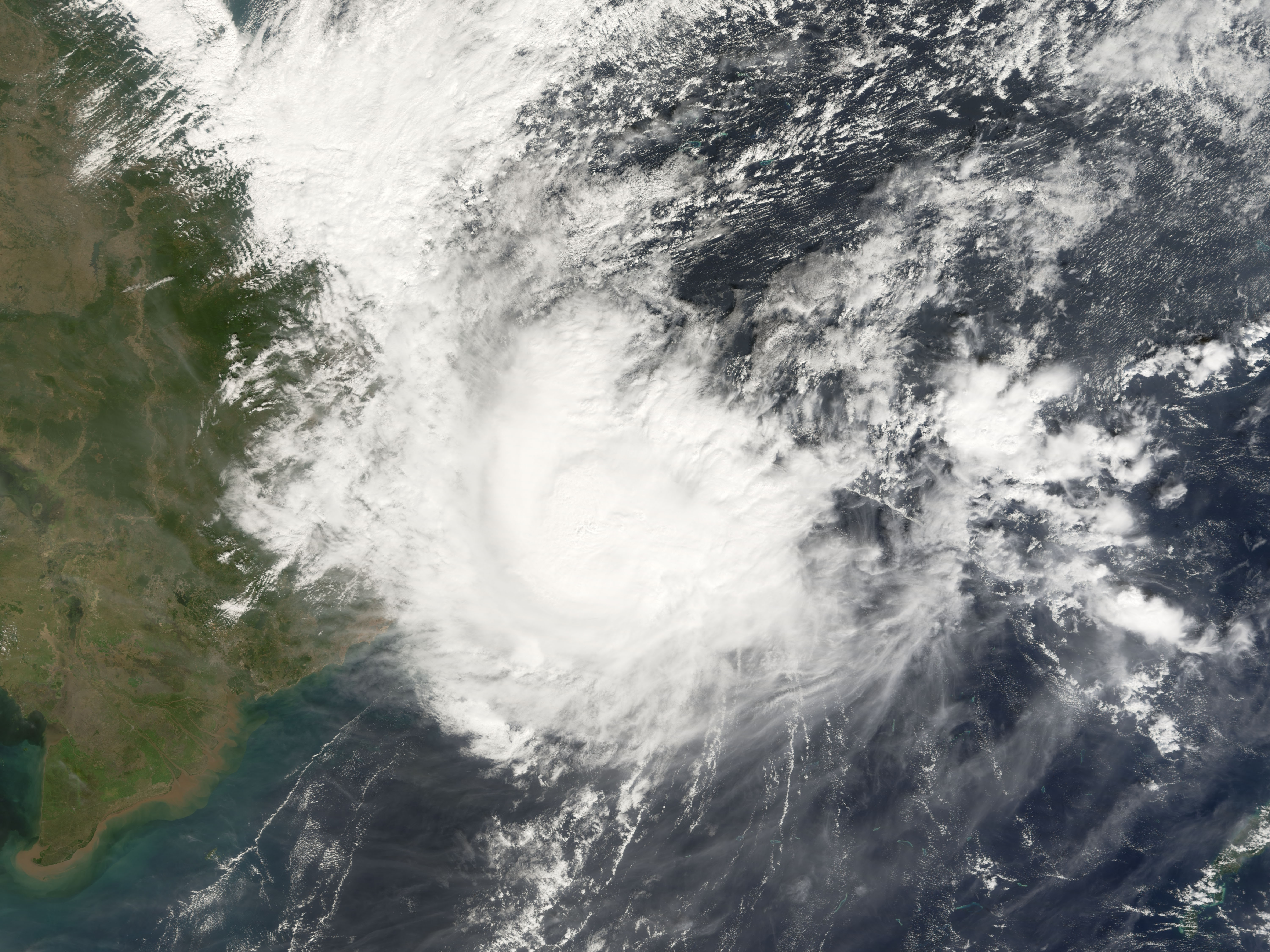
ベトナムに接近する台風21号

- 11月7日 - 北海道佐呂間町で、F3の竜巻が発生。9人が死亡、26人以上がけが。（北海道佐呂間町竜巻災害）
- 11月15日
  - 千島列島中部沖でM7.9の千島列島沖地震が発生。日本の太平洋岸やハワイなど、環太平洋地域の広範囲に最大2mの津波が到達。
- 11月30日～12月5日 - 台風21号がフィリピン・ルソン島、ベトナム南部を通過。ベトナムでは洪水により死者・行方不明者100人以上、フィリピンではマヨン山で発生した泥流により死者・行方不明者1,000人以上を出す甚大な被害となった。

### 12月
- 12月17日 - 冬型の気圧配置が強まり北陸地方、山陰地方、九州北部で平年より遅い初雪。
- 12月26日
  - 発達した低気圧により関東～東北で荒天となり、浸水や落雷、土砂崩れが発生した。24時間の降水量が12月としては非常に多い200mm前後に達した。その翌日には気温が上がり、強風で運休した列車も出た。
  - 台湾南方沖でM7.2の地震、2人が死亡、40人以上が負傷した。
- 12月27日～29日 - 低気圧の通過後、強い冬型の気圧配置となり、東海以西の太平洋側・瀬戸内側の各地で初雪となる。日本海側でも本格的に積雪したが、広島、京都、岐阜で1cmの積雪。北陸から九州北部では暴風を伴った。